# Arnold Müller (Forstmann)
Arnold Müller (* 16. August 1856 in Nidau; † 28. Februar 1928 in Leubringen (Evilard)) war Forstpionier sowie Oberförster in Biel und Umgebung.

## Leben
Mit 24 Jahren wurde Müller 1880 als Oberförster der Burgerwaldungen von Biel eingesetzt. Bereits kurz nach seiner Einstellung führte er eine neue Betriebsart ein und veranlasste betriebswirtschaftliche Verbesserungen, die zu einem beachtlichen wirtschaftlichen Erfolg führten.
Wenn auch als Verwalter der Burgerwaldungen von Biel nicht unmittelbar im Dienste der Staatsforstverwaltung stehend, leistete Arnold Müller sowohl durch seine Tätigkeit als Bewirtschafter der ausgedehnten Bielerwaldungen, wie auch durch die Bereitwilligkeit, mit welcher er sein Wissen und Können stets in den Dienst der Allgemeinheit stellte, dem bernischen Forstwesen wertvolle Dienste. Seit dem 1. Januar 1881 bewirtschaftete Arnold Müller den rund 1760 ha Wald und Weide haltenden Besitz der Burgergemeinde Biel und vergrösserte im Laufe der Jahre sein Tätigkeitsgebiet durch Übernahme der technischen Bewirtschaftung der Burgerwaldungen von Leubringen, Bözingen, Nidau, Vingelz, Tüscherz und Twann. Die Wirtschaftserfolge in den ihm anvertrauten Waldungen wurden nicht nur in der engeren Heimat rückhaltlos anerkannt, sondern trugen seinen Ruf als vorbildlicher Forstmann weit über die Grenzen unseres Landes. Oberförster Müller verdient es, als Pionier der natürlichen Bestandeswirtschaft bezeichnet zu werden.

## Schwarzföhren
Müller liess Schwarzföhren aus den Südkarpaten (Rumänien) importieren und am Jurasüdfuss ansiedeln. Diese Baumart des humiden und subhumiden Gebirgsklimas der Mittelmeerregion stellt geringe Ansprüche an den Standort, ist aber sehr lichtbedürftig. Sie wurde importiert um Bauholz für die Industrialisierung bereitzustellen. Sie konnten sich jedoch nicht richtig entfalten (keine Fortpflanzung), sodass 120 Jahre später, im Jahre 2016, viele der ursprünglichen Bäume dem Pilz der Föhrenschütte zum Opfer fielen.

## Denkmäler
Im Bieler Wald wurde ihm ein Denkmal mit Brunnen errichtet.